# إسلام الثالث غيراي
إسلام الثالث غيراي (ولد حوالي 1604م، توفي في 10 يوليو 1654م) هو خان القرم الذي حكم ما بين سنتي 1644 - 1654م.

## بداية حياته
إسلام الثالث غيراي هو ابن سيلامي الأول غيراي، ولد في حوالي 1604م في شبابه، تم القبض عليه خلال إغارة نهب من قبل البولنديين، أطلق سراحه بعد سبع سنوات من الأسر مقابل فدية.

## فترة حكمه
خلف إسلام غيراي في يونيو 1644 عن عمر يناهز الـ 40 عاماً أخوه محمد الرابع غيراي كخان للقرم.
في عام 1648، تحالف إسلام خان مع زعيم القوزاق الزابوروجيون بوهدان خملنيتسكي في ثورته ضد الكومنولث البولندي-اللتواني. وبعد معاهدة بيرياسلاف سنة 1654م وخسارة القوقاز، قطع إسلام خان التحالف مع القوقاز وغير ولاءه وتحالف مع بولندا ضد روسيا القيصرية.

## وفاته
توفي إسلام خان بعد مرضه في 10 يوليو 1654م، إلا أنه تقول الأساطير أنه قتل علي يد جارية قوقازية لحروبه ضد القوقاز بعد تحالفه مع بولندا ضد روسيا القيصرية.

## مواضيع مرتبطة
- خانية القرم
- تتار القرم